# La Totale!
La Totale! é um filme de comédia e ação francesa de 1991,  dirigido por Claude Zidi e estrelado por Thierry Lhermitte e Miou-Miou. James Cameron dirigiu o remake americano de 1994, True Lies, com Arnold Schwarzenegger e Jamie Lee Curtis.

## Elenco
- Thierry Lhermitte como François Voisin
- Miou-Miou como Hélène Voisin
- Eddy Mitchell como Albert "Einstein" Grelleau
- Michel Boujenah como Simon/Marcel
- Jean Benguigui como Sarkis
- Annick Alane como Pascaline
- Claudine Wilde como Vanessa
- François Hadji-Lazaro como Braquet
- Yan Epstein como Izmir
- Sagamore Stévenin como Julien Voisin
- Jean-Guillaume Le Dantec como Paul
- Pierre Pellerin como Gérard
- Alain Stern como Philippe
- Thierry Liagre como Vincent
- Paulina Zidi como Paulina Voisin
- Fabienne Chaudat como The accountant